# 飛鳥井雅有
飛鳥井 雅有（あすかい まさあり）は、鎌倉時代中期から後期にかけての公卿・歌人。左兵衛督・飛鳥井教定の子。官位は正二位・民部卿。飛鳥井家3代当主。父と共に関東祗候雲客諸大夫の一員として、鎌倉幕府に信用され、京都・鎌倉で活動した。

## 経歴
仁治2年（1241年）、鎌倉で誕生。翌年叙爵。建長3年（1251年）改名し従五位上で侍従となる。
以後、弘安元年（1278年）に従三位、正応2年（1289年）、従二位となる。正応4年（1291年）、参議に就任。のち兵部卿を経て永仁3年（1295年）に民部卿、永仁6年（1298年）に正二位に至る。正安3年（1301年）1月11日薨去。享年61。跡は弟・基長の子で養子の雅孝が継いだ。
歌人としては、永仁元年（1293年）8月、二条為世・京極為兼・九条隆博の三人と共に勅撰集の撰者に指名された。しかしこの企画は頓挫している。収録された歌の初出は『続古今和歌集』。勅撰集に入集したのは計72首である。
私家集『隣女和歌集』がある。日記・紀行類としては『仏道の記』、『嵯峨のかよひぢ』、『最上の河路』、『都路の別れ』（以上の4種を「飛鳥井雅有日記」とも）、『春のみやまぢ』など。また蹴鞠の書の『内外三時抄』がある。

## 系譜
- 父：飛鳥井教定（1210-1266）
- 母：北条実時の娘または源定忠の娘
- 妻：不詳
  - 男子：飛鳥井雅顕
  - 女子：二条為道室
- 養子
  - 男子：飛鳥井雅孝